# ماکلورا تینکتوریا
ماکلورا تینکتوریا (نام علمی: Maclura tinctoria) نام یک گونه از تیره موراسه است.